# Angéline Neveu
Angéline Neveu, née le 2 septembre 1946 à Boulogne-Billancourt et morte le 25 octobre 2011 à Montréal, est une poétesse et écrivaine française et une militante de Mai 68, au cours duquel elle fut la seule femme du groupe des « Enragés de Nanterre » et proche des situationnistes Christian Sébastiani et Gianfranco Sanguinetti. Elle a publié dans de nombreuses revues au Québec.

## Biographie
Née le 2 septembre 1946, Angéline Neveu habite pendant sa jeunesse dans le grand appartement de sa grand-mère, rue du Cardinal-Lemoine. Elle commence le piano à 4 ans avec une professeure russe et se révèle être virtuose de la main gauche. Neveu fréquente dès son plus jeune âge les salles de concert.
Adolescente elle est d'abord inscrite dans un lycée parisien. Le sucide de sa sœur aîné l'entraîne à être inscrite au lycée de Mantes-la-Jolie, alors pilote et mixte, en pensionnat. À la même époque, en 1961, elle arrête ses études de piano. Au lycée de Mantes-La-Jolie, elle organise une grève de la faim pour protester contre la mauvaise qualité de la nourriture servie par l'établissement, trop éloignée des standards de ceux de la classe sociale aisée dans laquelle elle a été élevée. Neveu estime que cet événement marque le début de sa politisation. Elle fait alors partie des personnalités les plus en vue du lycée, parmi lesquels Jacques "Coco" Améziane, batteur et à l'origine du groupe Magnum, et Nanlo Bamba, alors guitariste, et futur ministre et garde des sceaux du gouvernement Houphouët-Boigny II en Côte d'Ivoire.  Angéline Neveu est exposée très jeune à l'influence des stupéfiants, s'intéresse aux idées nouvelles[Lesquelles ?] mais refuse d'adhérer à aucun groupe.
Après le lycée, Angéline Neveu revient à Paris et commence par étudier la philosophie au Cours Auguste Comte dans lequel sont présents des militants d'extrême-droite, et devant lequel des militants d'extrême-gauche viennent diffuser leurs journaux. Dans sa classe, elle rencontre Pierre Carrère, futur photographe, et le fils du metteur en scène Jean Negroni, Patrick Negroni, futur écrivain un temps proche des situationnistes, qui deviendra le mari d'Angéline Neveu pendant quelques années. En face du Cours Auguste Comte se trouve l'un des cinémas Olympic fondé par Frédéric Mitterrand. Avec ses amis Angéline Neveu déserte le Cours Auguste pour s'y rendre, quatre à cinq fois par jour, et y voir les films qui constitueront les extraits montés dans La société du spectacle de Guy Debord. En 1966, sans s'y inscrire de manière officielle, Angéline Neveu suit avec plaisir les cours de sociologie d'Henri Lefebvre, discipline nouvelle, donnés à la toute jeune Université Paris-Nanterre, destinée à une élite intellectuelle et alors entourée de bidonvilles. Neveu et ses amis commencent à partir de cette époque les "dérives", et notamment depuis les discussions qui se tiennent au café «Le Zimmer», place du Châtelet, leur quartier général. Ils expérimentent la prise de stupéfiants.

### Les « Enragés » (1967-1975)
Par le biais de son ami Patrick Carrère, elle devient, au cours de l'hiver 67-68, membre des "Enragés", un groupe politique comptant onze personnes, dont une seule femme, Angéline Neveu. Ce groupe, "détourné" plus tard par l'Internationale situationniste, donnera l’impulsion aux événements socio-politiques majeurs de mai 68 en France .

Le 11 décembre 1967, les « Enragés » interrompent une soirée poésie, « Happ Poèmes » en scandant « les flics, les curés de demain seront aussi des poètes » qui mèneront à des affrontements entre les « Enragés » et les poètes. Quelques jours plus tard, sera distribué sur le campus, par les "Enragés", ce tract : 
"De toutes façons, ces étonnés feraient mieux de s’occuper d’autre chose que de poésie; qu’ils se mêlent plutôt de nous parler de Nanterre (Hauts-de-Seine), ville-pilote, bidonvilles, foyer des travailleurs nordafricains, de la préfecture de police, métro express, mairie stalinienne, future préfecture, future caserne de la garde républicaine. Et qu’ils nous parlent aussi de la faculté de Nanterre, université ghetto en voie de cybernétisation, répressions sexuelle, policière, liste noire pour les trublions, communauté chrétienne, jeunes bureaucrates de l’U.N.E.F., prêtres et poètes-étudiants sans compter les bonnes-sœurs qui trainent un peu partout, activités culturelles en tout genre… […]. La lutte contre les flics, les curés, les cybernéticiens, les professeurs et les sociologues de demain commencent aujourd’hui. […]. La jouissance est notre but : TRANSFORMER LE MONDE C’EST AUSSI CHANGER LA VIE."
Dès le mois de janvier 1968, les "Enragés" reprennent à leur compte la pratique des inscriptions murales inspirées de la pensée situationniste («Ne travaillez jamais»; «Les syndicats sont des bordels» ; «Prenez vos désirs pour la réalité» ou encore «L’ennui est contre-révolutionnaire», ...) mais marquant déjà une certaine prise de distance avec l'Internationale Situationniste, en accord avec l'idée de ne pas avoir de disciples. 
Les étudiants avaient pris l'habitude de perturber les cours d'Henri Lefebvre, en particulier après son retour du Japon,, lui reprochant de surtout de parler des restaurants et des sushis, plutôt que de donner des vraies nouvelles du Japon, c'est-à-dire du Zengakuren, la fédération japonaise des associations d'auto-gestion étudiante. Neveu constate la présence de beaucoup de gens de l'extérieur, des gens assez costauds prêts à intervenir.  

Puis les Enragés participent le surlendemain, le 21 mars au soir, au nombre de onze, à l'occupation de la salle du conseil de la faculté de Nanterre. Rejoints par Daniel Cohn-Bendit et Alain Geismar, alors dirigeant du Snesup et 140 autres, les Enragés critiquent dès les débuts de l'occupation le discours de Daniel Cohn-Bendit, portant sur le vol, et quittent la salle, ce qui va devenir le Mouvement du 22 mars, rentrent à Paris et se lancent dans la rédaction du tract : « Courant d'air sur le pommier du Japon », avec au verso le tableau éponyme de Marcel Duchamp et au recto, ce texte :
COURANT D AIR SUR LE POMMIER DU JAPON
Mesdames, Mesdemoiselles, Messieurs, Henri Lefebvre, un des plus célèbres agents de la Récupération de ce demi-siècle (on sait comment les situationnistes l'ont fort proprement mouché — lui, et tout le gang d'ARGUMENTS — dans leur tract « Aux poubelles de l'histoire! ») se propose d'ajouter Zengakuren à son tableau de chasse. Le C.N.R.S. a ses émissaires, la PRAXIS a ses chargés de recherches. Le métaphilosophe Lefebvre est moins bête que le pataphilosophe Morin. Mais le métastalinien devrait avoir l'élégance de s'écraser — quand il s'agit de luttes de classes. 
À bon entendeur, salut. Nanterre, 19 mars 1968. 

LES ENRAGÉS 
 Le 16 mai 1968, Angéline Neveu participe à l'occupation de la salle Cavaillès, à la Sorbonne aux côtés des Enragés, qui contrôlent le comité d'occupation, en s'opposant phyisiquement aux groupes d'extrême-gauche. Angéline Neveu rapporte son souvenir d'un moment qu'elle qualifie d'esthétique, où sortie de la salle où les débats avaient lieu, elle se reposait à l'ombre de la chapelle, et a vu une toile de Philippe de Champainge graffée de « Comment peut-on penser librement à l'ombre d'une chapelle ?" en même qu'un groupe sortait un piano pour en jouer. Elle note également que les réunions s'organisaient autour de Debord, plus âgé, et que c'est intervenant dans ce contexte que Christian Sébastiani, alors qu'il n'était pas Enragé, ni même engagé, se lève pour crier "A bas l'État !" et est alors "repéré comme situ." À la suite de l'occupation, les dérives avec Debord commencent dans Paris, notamment depuis un café derrière Palais Royal que fréquentait Debord. Cependant, Neveu refuse d'intégrer l'I.S. car elle estime ne pas avoir les ressources intellectuelles pour contrer Debord qui affirme, sur les traces de Schwitters, "L'art est mort."
Angéline Neveu se rend à l'époque en Italie. À Milan, lors d'une conférence de Sanguinetti et Paolo Salvadori, les deux seuls situationnistes italiens ayant survéus à la pratique d'exclusion qui se pratique, Neveu déchire les feuillets de sa propre intervention, s'élevant contre la non-application de la théorie situ qui aurait dû mener à la dissolution de l'I.S. À Paris, l'incident est porté à la connaissance de l'I.S. qui décide d'un procès d'Angéline Neveu, instruit par Christian Sébastiani et Pierre Lotrous. Ce procès se tient à la Taverne du Régent, place de Clichy, et Patrick Negroni est sommé de comparaître. Neveu souffre de ces accusations. Mais, en déplorant cette forme d'enfermement intellectuel, la façon dont Guy Debord s'est séparé des autres militants (où il n'est plus que le seul à écrire, personne ne s'y autorisant sans l'avoir lu), la dégénérescence des idées de Guy Debord par les Enragés, elle estime que ces dérapages vont permettre de clore l'International Situationniste.  Après huit ans auprès des Enragés, en 1975, Angéline prend ses distances et se va consacrer à l'écriture.

### Pratiques de la poésie
Dès le début des années 1970, elle publie dans diverses revues de l'underground poétique dont, parmi les principales  : Le parapluie (édité par Henri-Jean Enu), Zone, ExitBunker, Doc(k)s (édité par Julien Blaine). En 1976, elle publie son premier livre, Synthèse, financé par Henri-Jean Enu, comme cadeau de rupture. Elle habite alors boulevard Henri IV, et reçoit tous les artistes de l'époque. Elle intervient dans les festivals Polyphonix en Europe, à New York (1979) et à Québec puis dans les événements de performance organisés par Jean Dupuy à New York dans le loft du fondateur de Fluxus, Georges Maciunas. Lyrisme télévisé  est publié en 1981, suivi de Rêve en 1982, et en 1984, sous la forme d'un livre cassette, Je garderai la mémoire de l'oubli.
Parallèlement à sa pratique d'autrice, Angéline Neveu crée et dirige, sur invitation de Julien Blaine, la collection « Unfinitude » aux éditions Nèpe. De 1979 à 1984, Neveu fait exister une série de livres élaborés en copy-art par différents artistes exposés au Centre national d’art contemporain Georges-Pompidou. Il s'agira de l'une des principales aventures de copy-art, ou poésie texto-visuelle photocopiée, en France. Elle se lie d'amitié avec Orlan, Jean-François Bory, Jacques Donguy, Charles Dreyfus, Hubert Lucot, Françoise Janicot. Elle part à New York où elle se rapprochera d'Olga Adorno et Jean Dupuy et collabore avec les musiciens de Gilbert Artman ( Urban Sax) ainsi qu’avec Jac Berrocal. 
En 1985, le Centre national d’art contemporain Georges-Pompidou lui consacre une Revue Parlée, intitulée Désir durant laquelle Angéline Neveu lit ses derniers poèmes, en étant accompagnée par Jac Berrocal. Un catalogue accompagne l'évenement. 

### Dernières années
Parallèlement, ses addictions multiples l'obligent à de récurrents passages dans des hôpitaux, pour overdose, extrêmes fatigues et autres crises. Elle revient en France, puis repart de nouveau : New York, le Maroc, l'Inde – où la pratique des drogues se calque sur une pratique de la spiritualité – et enfin Québec, où elle s'installe définitivement. Ses publications se suspendent pendant presque 10 ans. 
À partir de 1993 et jusqu'en 2009, tous ses livres sont tous publiés par l'éditeur québécois Écrits des forges.
Elle décède des suites d'un cancer, à Montréal, le 25 octobre 2011.